# Chiusura (matematica)
In matematica, la chiusura di un insieme è in generale il più piccolo oggetto che contemporaneamente contiene quello iniziale e soddisfa una data proprietà.

## Topologia
In topologia, la chiusura di un insieme S è in parole povere l'insieme di tutti i punti di aderenza per S. La chiusura di S è talvolta definita come l'intersezione di tutti gli insiemi chiusi che contengono S, o come il più piccolo insieme chiuso contenente S.

## Relazioni binarie
Consideriamo un insieme di proprietà {\displaystyle P} di cui le relazioni binarie possono godere e sia {\displaystyle R\subseteq A\times A} una relazione binaria su {\displaystyle A}.

Chiamiamo chiusura di {\displaystyle R} rispetto a {\displaystyle P} o {\displaystyle P-chiusura} di {\displaystyle R} una relazione {\displaystyle M\subseteq A\times A} tale che:
1. {\displaystyle R\subseteq M};
2. {\displaystyle M} soddisfa tutte le proprietà contenute in {\displaystyle P};
3. se {\displaystyle T\subseteq A\times A} è una relazione che soddisfa tutte le proprietà contenute in {\displaystyle P} e che contiene {\displaystyle R}, allora deve valere che {\displaystyle M\subseteq T}.

Questo significa che se esiste la relazione {\displaystyle M} essa è la minima relazione che contiene {\displaystyle R} e possiede tutte le proprietà contenute in {\displaystyle P}.

## Operazioni
Il termine chiusura si incontra anche lavorando con gli insiemi numerici e le usuali operazioni.
In breve, si può dire che un insieme è chiuso rispetto ad un'operazione se comunque si prendono due elementi di quell'insieme e si esegue l'operazione stabilita, il risultato di tale operazione appartiene ancora all'insieme stesso; insomma, eseguendo l'operazione non si esce dall'insieme.
Ad esempio, detto {\displaystyle \mathbb {N} } l'insieme dei numeri naturali, si nota che è chiuso rispetto all'operazione di addizione; infatti {\displaystyle \forall n,m\in \mathbb {N} .(n+m)\in \mathbb {N} }.